# 大濱真対
大濱 真対（おおはま まつい、1974年 - ）は、日本の小説家、ライトノベル作家。名古屋市生まれ。

## 略歴
2000年、『場違いな工芸品』で第12回日本ファンタジーノベル大賞候補。2004年2月、ゲームのノベライズ小説『新約 聖剣伝説』でデビューした。
デビュー翌年には、光文社の新人発掘企画「KAPPA-ONE登龍門」の選考を通過した近未来超能力アクション『異進化猟域 バグズ』が刊行された。刊行時の帯には牧野修による推薦の辞が書かれていた。

## 作品リスト
単行本
- 新約 聖剣伝説 上下巻 （2004年2月、スクウェア・エニックス ゲームノベルズ）ISBN 978-4-7575-1152-1、ISBN 978-4-7575-1153-8
- 異進化猟域 バグズ （2005年5月、光文社 カッパ・ノベルス）ISBN 978-4-334-07611-5
- 小説 BAMBOO BLADE 合宿と呪いの竹刀 （2008年2月、スクウェア・エニックス ヤングガンガンノベルズ）ISBN 978-4-7575-2232-9
  - 原作:土塚理弘 作画:五十嵐あぐり。霧海正悟との合同ペンネーム町田双路名義）

短編
- ラプラスのタマゴサンド
  - 『小説 ToHeart2 ~Short Stories~』2005年7月、スクウェア・エニックス ゲームノベルズ ISBN 978-4-7575-1467-6